# Тошецкое княжество
Тошецкое княжество (пол. Księstwo toszeckie, чеш. Tošecké knížectví, нем. Herzogtum Tost) — одно из силезских княжеств со столицей в Тошеке. 

## История
Самостоятельное Тошецкое княжество существовало на протяжении двух временных отрезков. Первый раз оно было образовано в 1303 году, когда князь Казимир II Бытомский выделил своему старшему сыну Болеславу город Тошек с округой в отдельное управление. Несмотря на то, что Болеслав был старшим сыном, отец избрал для него духовную карьеру. В 1311 году он получил высший церковный сан Венгрии, архиепископа эстрегомского. Несмотря на духовную карьеру, Болеслав до конца жизни именовался князем тошецким, а после его смерти в 1328 году Тошек вернулся в состав Бытомского княжества.

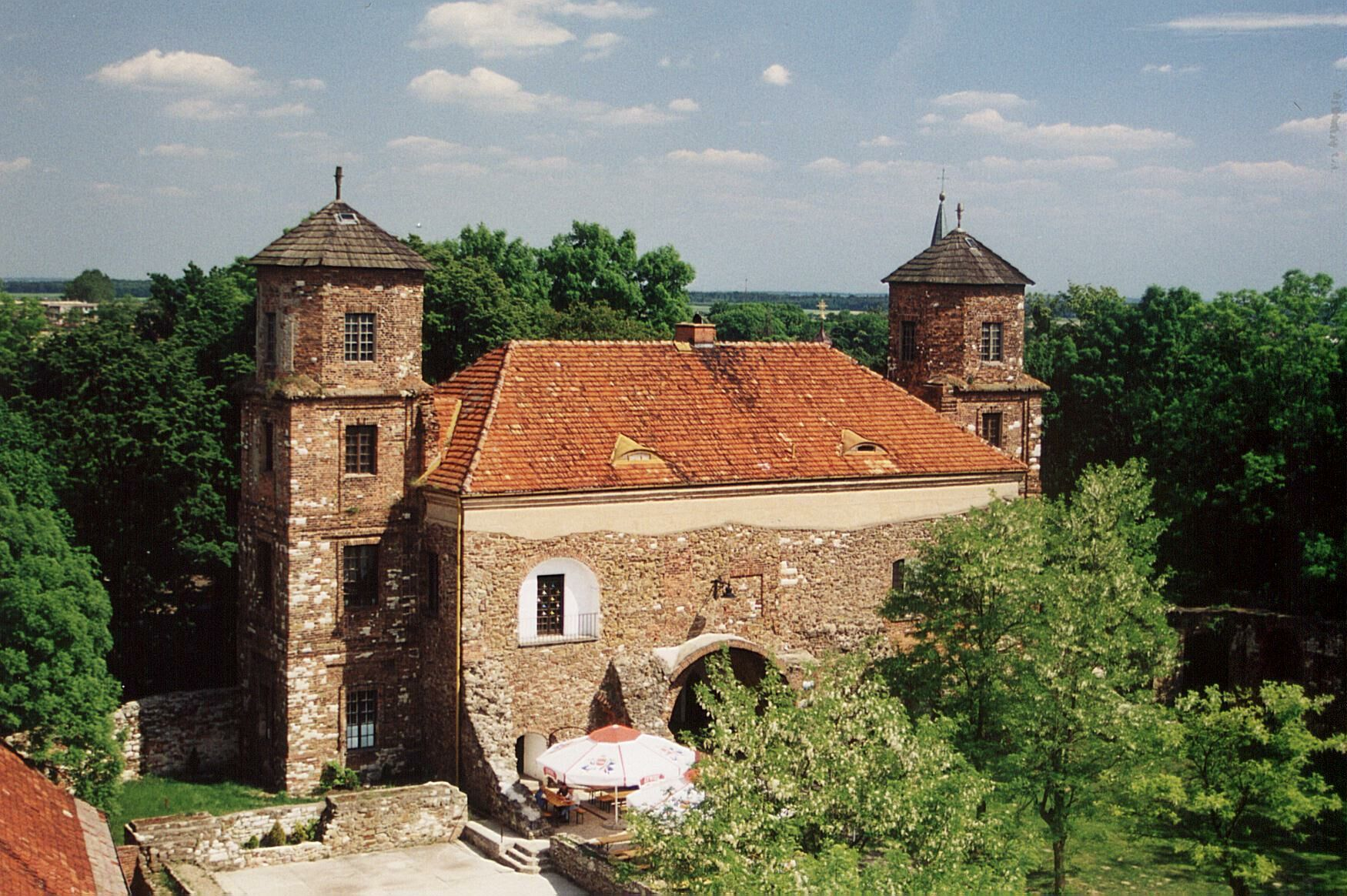
Княжеский замок в Тошеке

Второй раз Тошецкое княжество было создано в 1445 году при разделе Освенцимского княжества между сыновьями князя Казимира I. Тошек с окрестностями в качестве самостоятельного княжества получил Пшемыслав Тошецкий, средний из трех сыновей. Сыновей у Пшемыслава не было, и он завещал свое княжество брату Яну IV Освенцимскому. Однако после смерти князя Пшемыслава Тошецкого в 1484 году король Венгрии Матвей Корвин незаконно конфисковал Тошек и передал его своему сыну Яношу Корвину.
В 1497 году Тошек, уже не имевшего статуса самостоятельного княжества, приобрел князь Ян II Добрый и включил в состав принадлежащего ему Опольского княжества. Ян II Добрый был последним представителем опольской линии силезских Пястов, и после его смерти в 1532 году его обширные владения, охватывающие почти всю Верхнюю Силезию, перешли к Чешской короне.

## Князья Тошецкие
| #                                                   | Имя (годы жизни)                             | Родители                               | Годы правления | Примечания                                    |
| --------------------------------------------------- | -------------------------------------------- | -------------------------------------- | -------------- | --------------------------------------------- |
| 1                                                   | Болеслав Тошецкий (1276/1278 — декабрь 1328) | Казимир II Бытомский Елена             | 1303–1328      | архиепископ Эстергомский (с 1321 по 1328 год) |
| В 1328 году вернулось в состав Бытомского княжества |                                              |                                        |                |                                               |
| 2                                                   | Пшемыслав Тошецкий (ок. 1425 — 1484)         | Казимир I Освенцимский Анна Жаганьская | 1445–1484      | князь Освенцимский (с 1433/1434 по 1445 год)  |
| В 1482 году конфисковано, перестало существовать    |                                              |                                        |                |                                               |